# Kostel svatého Jakuba Staršího (Veverská Bítýška)
Kostel svatého Jakuba Staršího je římskokatolický chrám ve městě Veverská Bítýška v okrese Brno-venkov. Je chráněn jako kulturní památka České republiky. Je farním kostelem veverskobítýšecké farnosti.

## Historie
První zmínka o faře ve Veverské Bítýšce pochází z roku 1481. Původní kostel svatého Jakuba měl délku 14 metrů, šířku 8 metrů a dřevěnou věž se zvonicí. Protože již kapacitně nevyhovoval, byl v letech 1771–1782 postaven nový, pozdně barokní chrám. Jedná se o jednolodní stavbu, jehož kněžiště je ukončeno segmentovým závěrem. Nad západním průčelí se nachází hranolová věž.